# Herschelov teleskop
Herschelov teleskop (latinsko Telescopium Herschelii) je bilo ozvezdje, ki ga je ustvaril madžarski astronom Maximilian Hell leta 1789, da bi obeležil odkritje Urana (odkril ga je William Herschel). Nahajalo se je tam, kjer sedaj ozvezdje Voznik meji na Risa in Dvojčka. Ozvezdje se ne uporablja več.